# نيكون أي أف-أس دي أكس نيكور 35 ملم أف/1.8جي

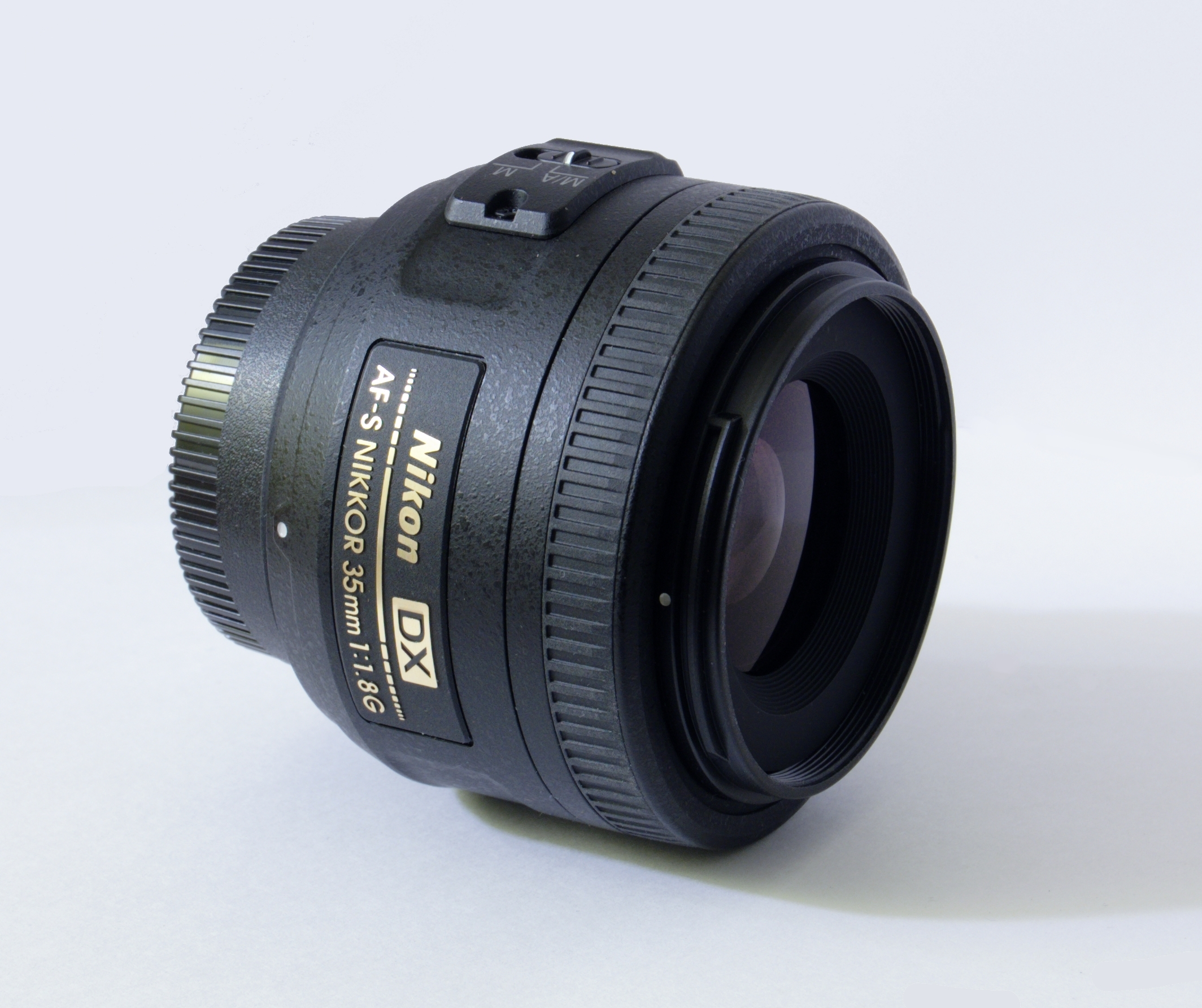
عدسة نيكون أي أف-أس دي أكس نيكور 35 ملم أف/1.8جي

نيكون أي أف-أس دي أكس نيكور 35 ملم أف/1.8جي (بالأنجليزية: Nikon AF-S DX Nikkor 35mm f/1.8G)  هي عدسة للتصوير الفوتوغرافي مصنعه من قبل شركة نيكون تستخدم مع كاميرات نيكون الرقمية ذات العدسة الأحادية العاكسة (DSLR) ذات الحساس نوع دي أكس (DX Format). توفر هذه العدسة زاوية رؤية مشابها للتي توفرها العدسات القياسية المستعملة مع الكاميرات من نوع 35ملم.

## مقدمة
أعلنت نيكون عن هذه العدسة في 9 شباط/فبراير 2009 وتعتبر أول عدسة من نوع برايم (ثابتة البعد البؤري) تقوم نيكون بتصنيعها خصيصا لكاميرات نيكون نوع دي أكس بحيث تكون العدسة ذات خطوط مستقيمه (rectilinear) و ذات تركيز آلي (autofocus). علما إن أول عدسة برايم صدرت من نيكون لكاميرات الدي أكس كانت عدسة نيكون أي أف دي أكس عين السمكة-نيكور 10.5ملم أف/2.8جي إي دي.

## أُنظر أيضا
- نيكون أي أف دي أكس عين السمكة-نيكور 10.5ملم أف/2.8جي إي دي